# Eleginus
Eleginus è un genere di pesci d'acqua salata appartenenti alla famiglia Gadidae.

## Specie
- Eleginus gracilis
- Eleginus nawaga